# 张博树

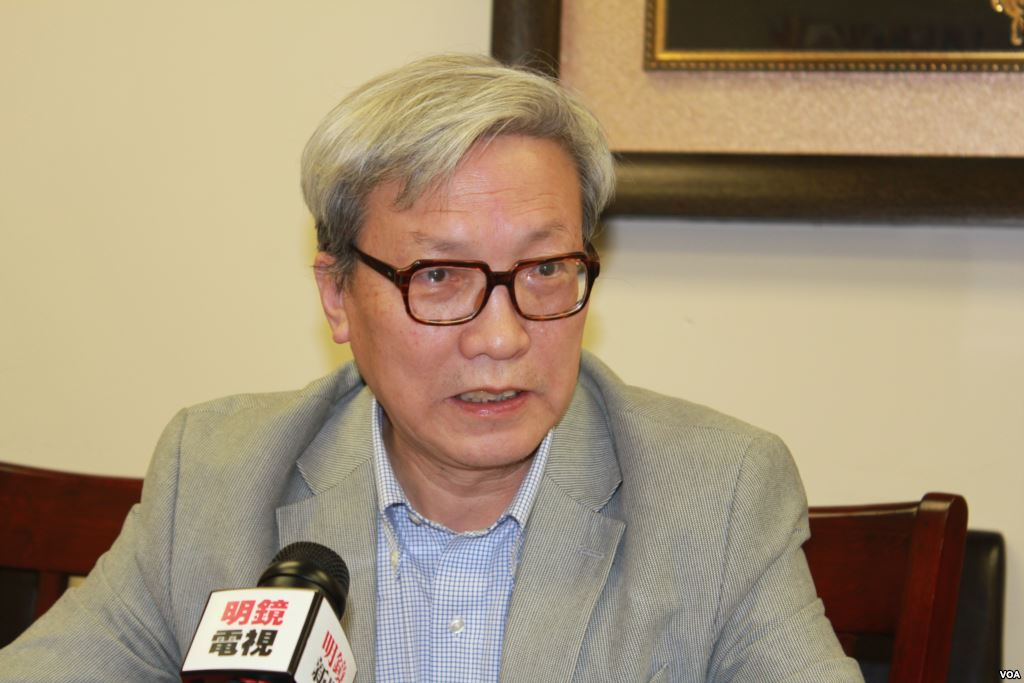
张博树

张博树（1955年11月23日—），中国宪政学者。

## 生平
出生于北京，1982年获中国人民大学经济学学士学位。1985年考入中国社会科学院研究生院哲学系，被当局视为维权人士。现为美国哥伦比亚大学客座教授。

## 著作
- 《從五四到六四: 20世紀中國專制主義批判，第1卷》2008年10月[2][3]
- 《中國憲政改革可行性研究報告》2008年10月[4][5]
- 《解構與建設: 中國民主轉型縱橫談》2009年4月[6][7]
- 《我與中國社科院: 後極權時代思想自由抗爭史的一段公案》2010年5月[8][9]
- 《中國批判理論建構十講: 破解「黨專制」, 問題與方法》2010年11月[10][11]
- 《趙紫陽的道路》2011年5月[12][13]
- 《致命的列宁》